# Піллкаллер

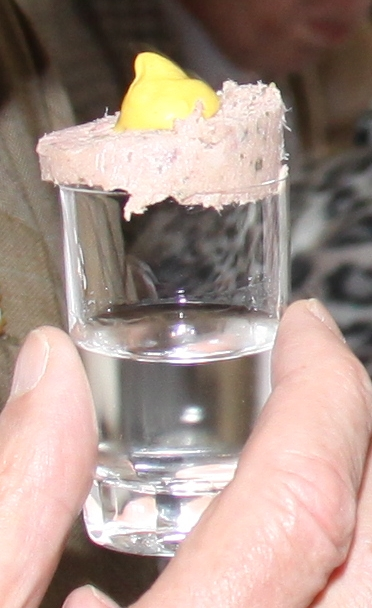

Піллкаллер (нім. Pillkaller, Pillkaller Machandel) — алкогольний напій з ковбасою або коктейль, з  німецької провінції Східна Пруссія. Назва походить від східно-пруського міста Піллькальєн, сьогодні — Добровольськ (Калінінградська область). Можна перекласти як «піллкалленець».

## Історія
Мешканці містечка Піллкаллен мали славу випиваків. «Людина не може випити  скільки кінь. Але тільки не піллкалленець» — говорили про них. Саме вони і придумали цей рецепт вживання шнапса з ковбасою. Кілька піллкаллерів з товстими кусками ковбаси могли навіть замінити вечерю. Коктейль з Піллкаллера увійшов у прусський фольклор.
У якості напою по традиції використовувався ялівцевий шнапс, який виробляється у Тапіау (нині город Гвардійськ). У наші дні шнапс Pillkaller Machandel виробляється у Ахаузене, він є відомим аперитивом на півночі Німеччини. На старо-фризькій (давній німецькій) мові ягода ялівець називається «Machandel», звідси і друга назва Pillkaller Machandel. Але підійде і зерновий шнапс (Doppelkorn, Kornbrand, Edelkorn), ялівцевий шнапс Steinhaeger або джин. У якості їжі — лебервурст і гірчиця.
Другий відомий коктейль родом з цього міста — «Молоко кобил з Піллкаллера». У келих для шампанського наливалась підігріта анісова горілка (арак), додавався шматочок цукру, зверху накладались сливи, вживали через соломинку.

## Вживання
Існують два способи вживання піллкаллера. Перший: з'їсти шматочок гострої ліверної ковбаси з гірчицею і зразу ж запити шнапсом. Другий: покласти у склянку ліверну ковбасу з гірчицею і випити напій одним ковтком, одночасно з’їдаючи  ковбасу.

## Примітка
1. 1 2  Пиллькаллер. Архів оригіналу за 25 квітня 2020. Процитовано 5 квітня 2020.
2. ↑  Harald Saul. Ostpreußen — Das große Buch der Familienrezepte. Bassermann Verlag, 2017. — 224с.